# 놋다리밟기
놋다리밟기는 한국에서 세시 풍속으로 하는 놀이의 하나이다.
놋다리밟기는 일명 기와밟기라고도 하며, 주로 안동·의성 등지에서 젊은 부녀자들 사이에서만 행해진다. 해마다 음력 추석에밝은 밤에 몸치장을 한 젊은 여자들이 일정한 장소에 모여 얼마 동안 흥이 나서 논다. 그렇게 하여 많은 사람이 모이면 모두 일렬로 늘어선 다음, 허리를 구부리고 뒷사람은 앞사람의 허리를 두 손으로 붙들어 껴안고, 그 뒷사람도 수십명이 모두 그렇게 한다. 그 다음 한 소녀로 하여금 올라서게 하고, 양쪽에 각각 한 사람씩 붙어 서서 그 소녀의 손을 잡고 놋다리밟기 노래를 부르면서 밤 늦도록 논다.
어떤 학교 운동회에서 하는 종목 이기도 하다.
유래
이 놀이의 유래는 지금으로부터 600여 년 전 고려 공민왕 때로 거슬러 올라간다. 홍건적이 쳐들어 왔을 때 왕은 노국공주와 함께 개경(開京)을 떠나 청주를 거쳐 안동 지방에 파천(播遷)했다. 그때 그곳의 부녀자들이 모두 나와서 공주가 시내를 건널 때 사람 다리를 놓아 건너게 하였던 것인데 그 뒤 공민왕이 개경으로 환궁(還宮)하자 안동 지방의 부녀자들이 정월 보름날 달밝은 밤을 택하여 하나의 연중행사로서 놀이를 한 것이었다. 그것이 뒷날 이 지방 특유의 풍속이 되었던 것이다.
각주
1. ↑  최상수.《글로벌 세계대백과사전》, 〈문화·민속/민속연희(놀이)/한국의 민속연희(놀이)/한국 민속연희의 종류/놋다리밟기〉